# Corts de Barcelona-Vilafranca-Cervera (1358-1359)
Les Corts Catalanes celebrades entre 1358 i 1359, sota el regnat de Pere III el Cerimoniós, varen ser freqüents coincidint amb la coneguda com a guerra dels dos Peres contra Castella. Tingueren com a escenari Barcelona, Vilafranca del Penedès i Cervera.
D'aquest període, la convocatòria més significativa és la de Cervera en 1359. El rei demanà una aportació econòmica a la guerra molt més important que altres cops, motiu pel qual va haver de cedir més facultats a les Corts, i aquestes donaren un pas decisiu per a la creació de la Diputació del General de Catalunya.
| « | La Cort reunida a Cervera el 1359 nomèna els següents diputats: Braç eclesiàstic: Berenguer de Cruïlles, bisbe de Girona, Pere Arnau de Parestortes, prior de Catalunya de l'Orde de l'Hospital, Romeu Sescomes, paborde de Tarragona, i Arnau de Busquets, doctor en decrets i canonge de Barcelona. Braç Militar: Bernat de Cabrera, comte d'Osona, cavaller; Hug de Cardona, vescompte de Cardona, donzell; Ponç d'Altarriba, cavaller, i Ramon de Peguera, doncell. Com a administradors del Braç Reial, foren nomenats: Pere Desplà, ciutadà de Barcelona; Pere de Carcassona, ciutadà de Lleida; Francesc Pavia, ciutadà de Girona, i Pere Borró, burgès de Perpinyà. Es nomenaren també quatre Consellers dels diputats per braç: Braç eclesiàstic: Pere de Clasquerí, arquebisbe de Tarragona; Hug Desbac, bisbe d'Urgell; Guillem Arnau de Patau, degà d'Urgell, i Galcerà de Montcorb, oficial de Girona. Braç Militar: Bernat de Cabrera, cavaller, pare del Comte d'osona; Ramon d'Anglesola, senyor de Bellpuig, cavaller; Berenguer Despujol, cavaller, i Ramon Arnau Sacinera, cavaller. Braç Reial: Romeu de Busquets, ciutadà de Barcelona; Pere de Muntanyana, ciutadà de Lleida; Arnau de Messina de la vila de Cervera, i Valentí Sapera, de Vilafranca del Penedès. | » |

Es produí la reglamentació de les funcions dels diputats com a encarregats de les Corts de recollir les aportacions concedides pels tres braços al rei, actuant de forma independent del monarca. La delegació era tal, que les seves decisions tenien el mateix valor que les adoptades per les Corts, competència fonamental per a prendre decisions ràpides en un context bèl·lic continuat. Amb tot, no hi pensaven a crear una institució permanent, com ho demostra el fet que s'ordenés cremar els comptes i escriptures una vegada acabada la seva tasca. La configuració com a institució permanent no es produí fins a les Corts de Montsó (1362-1363).
Aquesta regulació es concretà en la designació per les Corts de dotze diputats amb atribucions ja executives en màteria fiscal i uns "oïdors de comptes" que controlarien l'administració sota l'autoritat de qui ha estat considerat el primer President de la Generalitat, Berenguer de Cruïlles, bisbe de Girona (1359).
Segons Narcís Feliu, de la reunió de Cervera el rei obtingué, de la ciutat de Barcelona 340 cavalls, quatre galeres armades i amb la guarnició necessària, i 30.000 lliures, Tortosa 5.000 florins i 200 ballesters, a més altres universitats també feren donatius a la campanya d'acord amb els seus fogatges, és a dir les famílies.